# جزایر توکیو

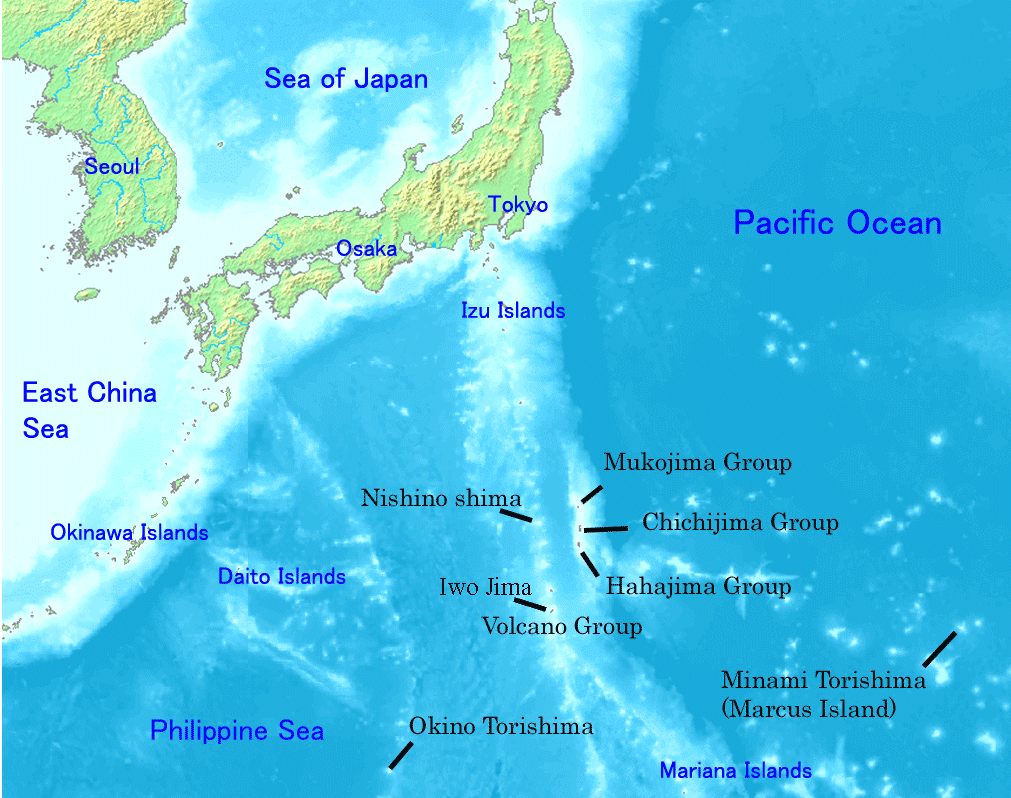
نقشهٔ جزایر اوگاساوارا.

جزایر توکیو مجموع جزایری هستند که جزئی از توکیو پایتخت ژاپن بشمار می‌آیند. به‌طور کلی این جزایر به دو گروه تقسیم می‌شوند: 
- جزایر ایزو  شامل ۱۰۰ جزیرهٔ پراکنده که در جنوب شرقی شبه جزیره ایزو قرار دارند. در حال حاضر مردم در  ۱۱ جزیره از این جزایر ساکن هستند و برخی از این جزایر به علت فعال بودن کوه آتشفشانی قابل سکونت نیستند.
- جزایر اوگاساوارا  شامل ۳۰ جزیرهٔ پراکنده که به فاصلهٔ ۱۰۰۰ کیلومتری از قسمت جنوب و جنوب شرقی مناطق ویژه توکیو و در اقیانوس آرام قرار دارند.

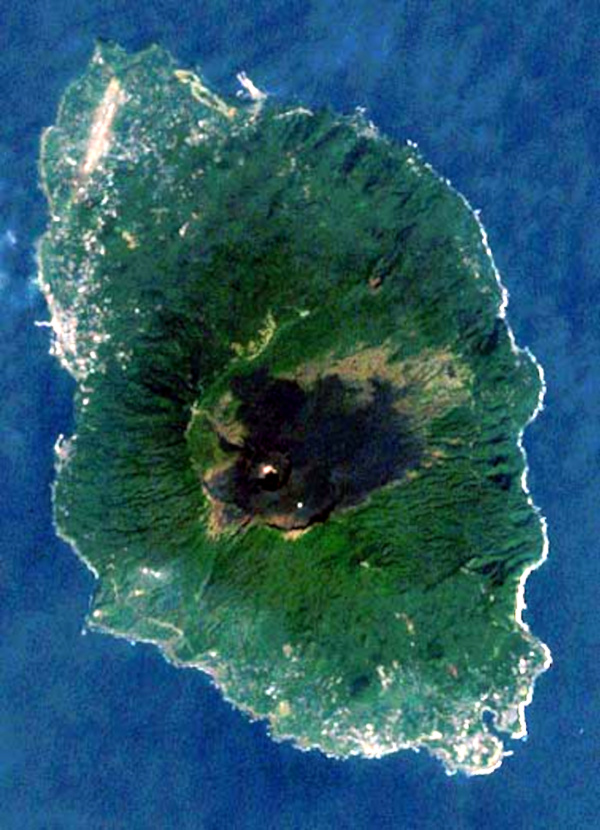
جزیرهٔ ایزو اوشیما (大島)
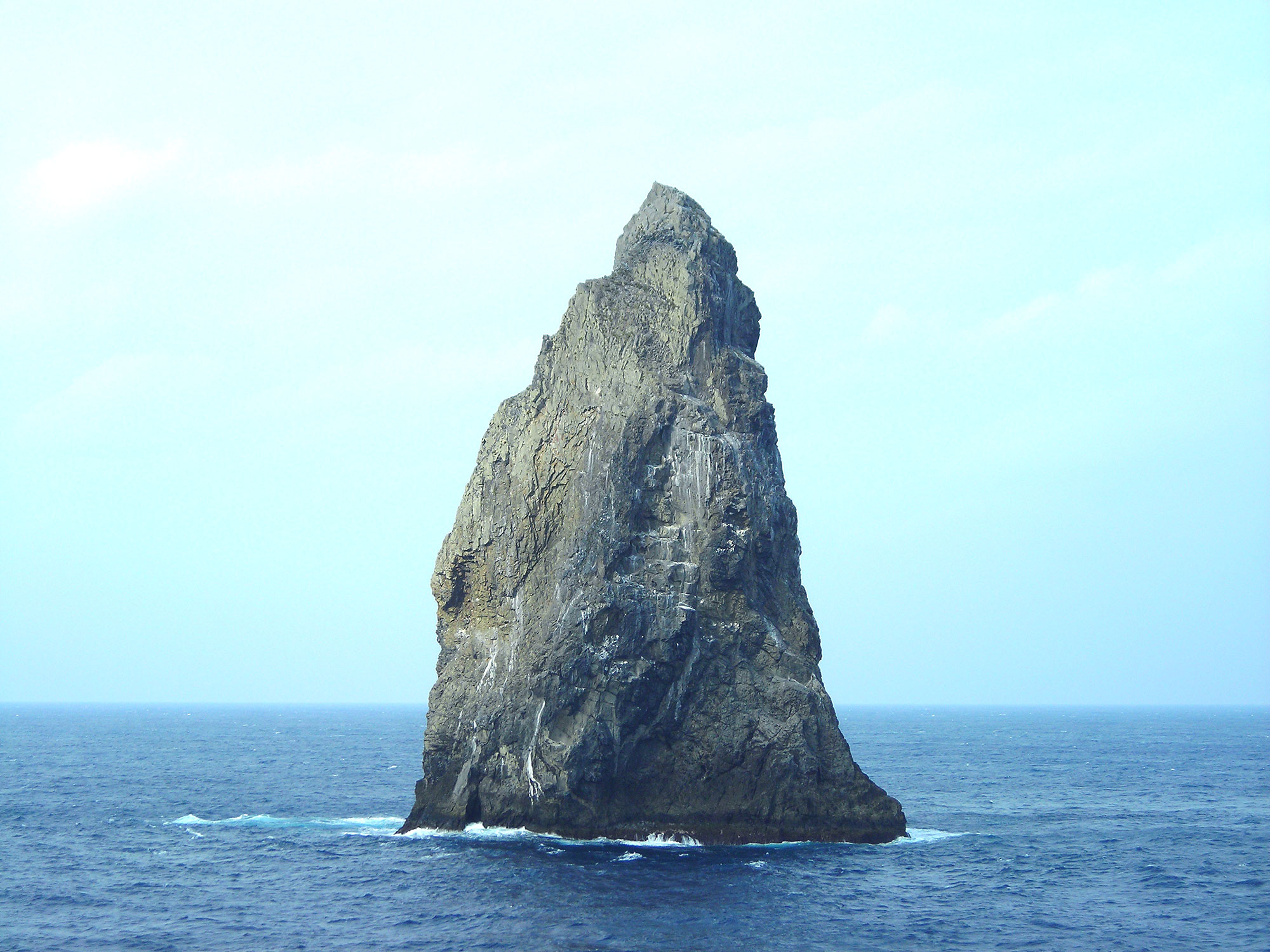
جزیرهٔ سُوفویی وا (孀婦岩)
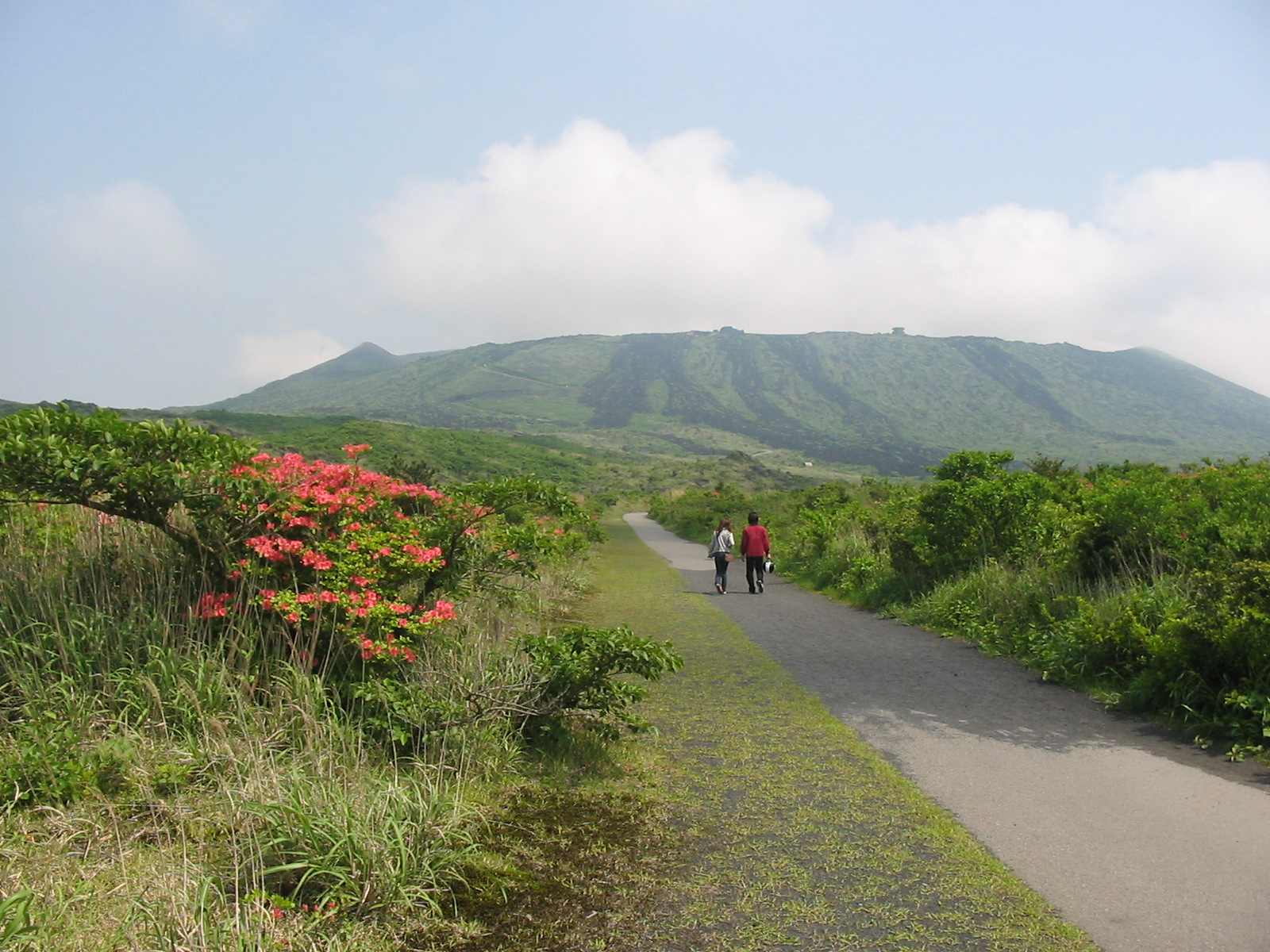
کوه میهارا در جزیرهٔ ایزو اوشیما
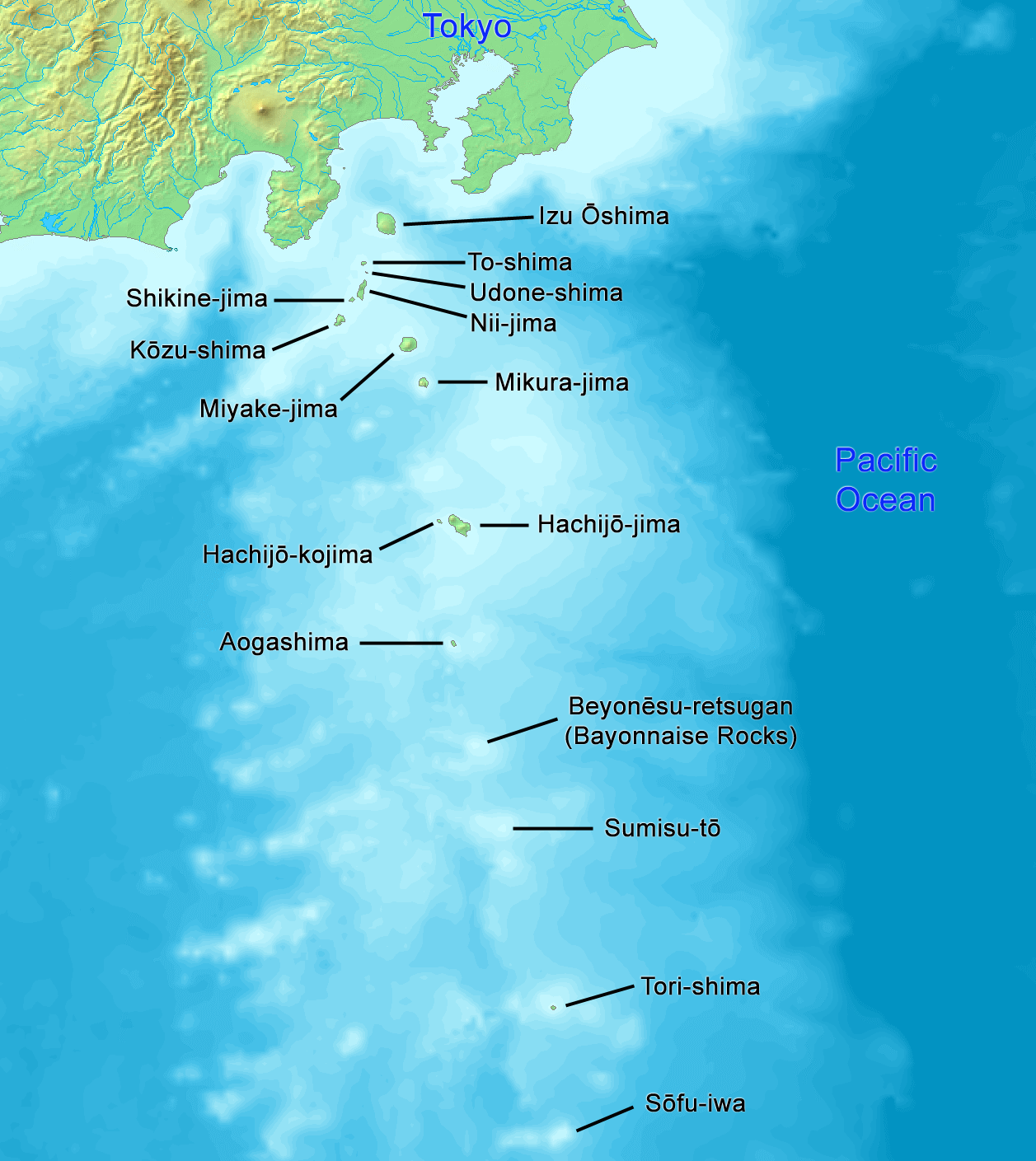
نقشه جزایر ایزو